# 小行星981
小行星981（981 Martina）是一颗围绕太阳公转的小行星。
該小行星以法國歷史學家亨利·馬丁命名。

## 参数
这颗小行星的绝对星等为10.57等，自转周期为11.267小时。